# Phytobia errans
Phytobia errans este o specie de muște din genul Phytobia, familia Agromyzidae, descrisă de Johann Wilhelm Meigen în anul 1830.
Este endemică în Germania. Conform Catalogue of Life specia Phytobia errans nu are subspecii cunoscute.